# 马场酒
马场酒是山东东营出产的一种白酒，源于当地1950年代国营孤岛林场职工以甜秸秆酿酒；1963年中国人民解放军济南军区军马场成立后接收了林场，酒厂随之多次易地扩建、易名。开始酒厂产品仅供内部所需，被称为马场酒或军马场酒；改革开放后始有市售。为提升品质，酒厂请景芝酒厂厂长前来指导，并于1988年注册了“欣马”商标，马场酒于此之后又被称为欣马酒；因受欢迎，又被称为山东“小茅台”。后因应奉“军队和武警部队全面停止有偿服务”之令，军区下属企业和军队脱钩，改制成不同公司，但所有独立酒厂之产品皆因同源而相同，只是商标不同；消费者均以马场酒或军马场酒概称之。马场酒乃以玉米、高粱、大米、小米、小麦等为原料，用传统纯粮固态自然发酵工艺，结合现代酿酒技术酿成的浓香型白酒和兼香型白酒。